# Villar de Fallaves
Villar de Fallaves è un comune spagnolo di 99 abitanti situato nella comunità autonoma di Castiglia e León.